# Балша II
Балша II Балшич (серб. Балша II Балшић; ум. 18 сентября 1385) — правитель Валонского княжества, четвертый господарь Зеты (1378—1385). Расширил границы княжества на юг, победив албанского князя Карла Топия.

## Биография
Представитель рода Балшичей, правившей в Зете (современная Черногория) (1356—1421). Младший (третий) сын Балши I (ум. 1368), первого господаря Зеты (1356—1368).
13 января 1378 года после смерти своего старшего брата Георгия Балшича (1373—1378) Балша унаследовал господарский титул в Зете. Под его контролем находились восточная часть Зеты и окрестности Скадарского озера. Самыми крупными феодалами, которые не признавали власть Балшичей и были их врагами, были Черноевичи, союзники Венецианской республики.
В 1372 году Балша женился на Ксении Комнине (Канине), дочери Иоанна Комнина Асеня, деспота Валона. И в качестве приданого он стал правителем Валонского деспотата (в современной Южной Албании).
В 1382 году Балша II начал войну с Албанским княжеством за обладание Дураццо, он предпринял четыре попытки взять город. В конце концов правитель Албании Карл Топия, потерпел поражение и на короткий период господарь Балша II стал князем Албании. Тем временем Карл Топия призвал к себе на помощь турок-османов. Османский султан Мурад I прислал на помощь войско под командованием Хайреддин-паши.
18 сентября 1385 года в битве при Савре (под городом Люшня) турки-османы разгромили войско Балши II и Иваниша Мрнявчевича. Господарь Зеты и его союзник погибли в этом сражении. Турки прислали отрубленную голову Балши в качестве подарка Хайреддин-паше, наместнику Румелии.

## Последствия
Комнина (вдова Балши) и его дочь Руджина взяли под свой контроль владения Балшичей в Южной Албании, чтобы защитить их от турок-османов. Комнина стала правительницей Валонского деспотата до своей смерти в 1396 году. В это же время род Музаки захватил город Берат. В 1391 году Руджина вышла замуж за Мркшу Жарковича, который принял титул деспота Валона. Он управлял княжеством до своей смерти в 1414 году. Затем власть получила его вдова Руджина. В 1417 году турки-османы захватили Валонское княжество и его центр Канину. Руджина бежала в Зету, где получила убежище при дворе своего племянника Балши III, который передал ей приморский город Будву.